# La Creu de les Llaceres (Pinós)
|  | Aquest article tracta sobre una muntanya entre Cardona i Pinós. Vegeu-ne altres significats a «La Creu de les Llaceres». |

La Creu de les Llaceres és una muntanya de 618,8 metres que es troba entre els municipis de Pinós, a la comarca del Solsonès i el de Cardona, a la comarca catalana del Bages.